# Megarhyssa
Megarhyssa är ett släkte av steklar som beskrevs av William Harris Ashmead 1900. Megarhyssa ingår i familjen brokparasitsteklar.

## Dottertaxa tillMegarhyssa, i alfabetisk ordning[1][2]
- Megarhyssa arisana
- Megarhyssa atomistica
- Megarhyssa atrata
- Megarhyssa aurantia
- Megarhyssa babaulti
- Megarhyssa belluliflava
- Megarhyssa bicolor
- Megarhyssa bonbonsana
- Megarhyssa cultrimacularis
- Megarhyssa fulvipennis
- Megarhyssa gloriosa
- Megarhyssa greenei
- Megarhyssa hainanensis
- Megarhyssa indica
- Megarhyssa insulana
- Megarhyssa jezoensis
- Megarhyssa laniaria
- Megarhyssa lenticula
- Megarhyssa longitubula
- Megarhyssa macrura
- Megarhyssa middenensis
- Megarhyssa mirabilis
- Megarhyssa nortoni
- Megarhyssa obtusa
- Megarhyssa perlata
- Megarhyssa praecellens
- Megarhyssa rixator
- Megarhyssa rotundamacula
- Megarhyssa strimacula
- Megarhyssa superba
- Megarhyssa taiwana
- Megarhyssa vagatoria
- Megarhyssa weixiensis
- Megarhyssa verae
- Megarhyssa wugongensis